# Crassula garibina
Crassula garibina (лат.) — вид суккулентных растений рода Толстянка (Crassula) семейства Толстянковые (Crassulaceae), естественно произрастающий на территории Намибии и Капской провинции Южно-Африканской Республики.

## Ботаническое описание
Многолетние кустарники обычно низкорослые, с основными ветвями, достигающими длины до 0,25 м. Ветви ломкие, листья линейно-ланцетные размером 20-40(-50) x 3-6(-10) мм, с резким сужением к острым вершинам. Листья обычно плоские сверху и сильно выпуклые снизу, загнутые вверх от основания, покрыты тонкими волосками с шаровидными вершинами, имеют серо-зеленый оттенок, переходящий в тускло-коричневый или редко желтовато-зеленый.

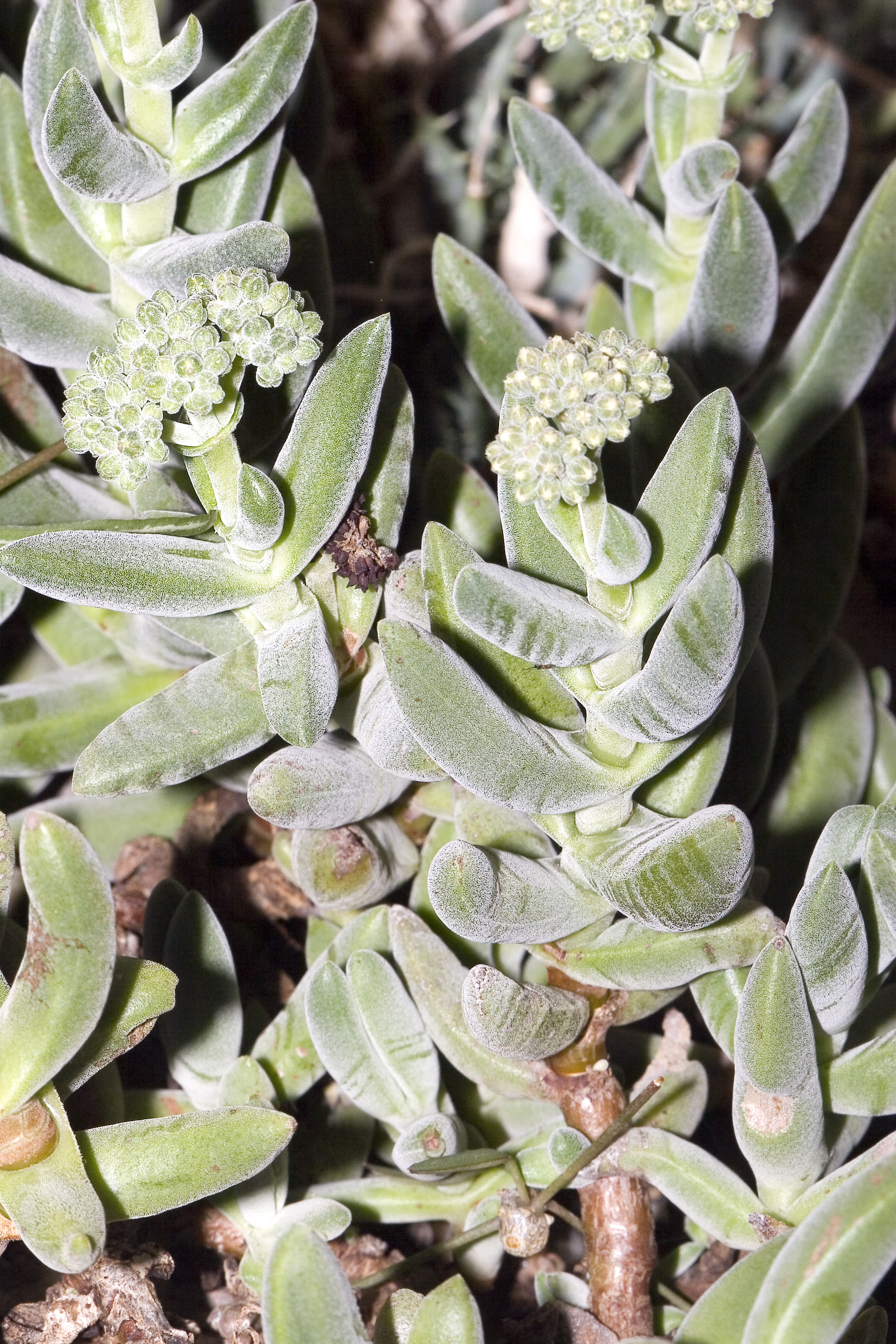
Листья

Соцветие представляет собой округлый тирс с одно- или многостебельчатыми дихазиями, на цветоносах длиной 20-40 мм, покрытых отогнутыми волосками. Цветки часто частично скрыты листьями внизу. Чашечка с треугольными лопастями, длиной 1,5-2,5 мм, обычно острыми, с отогнутыми волосками и краевыми ресничками, иногда мясистыми, от зеленого до серо-зеленого цвета. Венчик трубчатый, сросшийся у основания длиной до 1,5 мм, от грязно-белого до кремового цвета; доли продолговато-ланцетные, 3-5(-6) мм длины, острые или тупые, каждая с дорсальным придатком. Тычинки с коричневыми пыльниками. Чешуйки поперечно-продолговатые, 0,2-0,5х0,4-0,8 мм, усеченные или выемчатые, слегка суженные книзу, мясистые и желтоватого оттенка.

## Распространение и экология
Распространен от Александер-Бей до Goodhouse и от Ai-Ais до Steinkopf. Обычно обитает в расщелинах гнейсовых или кварцитовых обнажений.

## Таксономия
Crassula garibina Marloth & Schönland, первое упоминание в Trans. Roy. Soc. South Africa 17: 252 (1929).

### Подвиды
Подтвержденные подвиды в соответствии с данными сайта Plants of the World Online на 2024 год:
- Crassula garibina subsp. garibina
- Crassula garibina subsp. glabra Toelken